# 활 (악기)

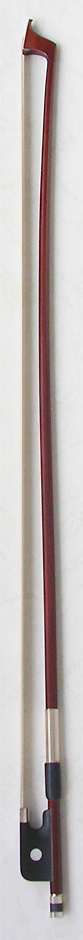
첼로 활.

활은 현악기의 현에 문질러 진동하게 해서 소리내는 도구로, 궁도에서 사용되던 활과 모양이 비슷하다는 데서 이름이 유래되었다.

## 역사

### 기원
활의 기원은 악기의 역사에서 잘 다뤄지지 않았다. 이는 활에 대한 견본, 기록이 충분하지 않고 옛날의 그림들에서도 활의 결정적 부분들이 연주자의 손 아래 가려져 정확한 정보를 찾기 어렵기 때문이다.

### 발전
활을 현악기의 부속물로 사용하기 시작한 것은 동로마 제국에서 비롯되었다. 10세기 이슬람 지역과 동로마 제국에서 사용되었다는 기록이 남아있기 때문이다. 사냥의 도구인 활과 외관이 닮은 초기의 활은 활대의 아치가 높게 되어 있었으며, 이를 사용하는 현악기가 현을 튕기는 악기에 비해 음량이 작아 서민에게만 어울리는 악기로 여겨졌다. 그러나 활은 11세기 스페인을 정복한 이슬람교도들에 의해 유럽으로 전파되어 100년도 채 지나지 않아 서유럽 대부분의 전 지역에서 사용되었다.
12세기에는 한쪽 끝이 굽은 반원 형태의 활이 보급되었다. 이 시기의 활의 말총은 활대 양끝에 직접 매어져 있어 연주자가 현을 하나만 켜거나 몇 개의 현을 동시에 누를 수 있도록 활의 장력을 스스로 조절할 수 있었다. 중국과 아라비아에 경우 이때부터 현재까지도 비슷한 형태의 활을 사용하고 있다. 근대 바이올린의 전신인 중세 피들의 활은 단순히 말총으로 빳빳함을 유지하는 휜 막대였다. 이것은 근대적 활보다 폭이 넓었으며 길이는 일반적으로 더 짧고, 연주자는 말총의 빳빳함을 유지시키기 위해서 활에서 떨어져 나온 말총을 누르는데 엄지손가락을 사용하곤 하였다.
바이올린보다 앞선 악기이자 16세기에 바이올린과 공존했던 비올의 활은 근대 바이올린의 활보다 폭이 더 넓었으며, 손바닥으로 바깥을 향해 잡았다. 이 때에 활의 길이와 모양은 가지각색이었다. 35cm정도의 짧은 활부터 시작해서 악기 길이의 2배 이상이 되는 활도 있었다.
이러한 시기를 거친 뒤 17세기를 지나면서 활대가 길어지기 시작하며 그것의 휘어진 정도가 점점 감소하였다. 1694년에는 장력을 조절하는 나사를 갖춘 활의 손잡이 부분을 고안하였다.

### 근대의 서양 활
16세기 바이올린 발명 이후, 1700년경 코렐리(Corelli)에 의해 처음으로 만들어진 바이올린 활은 짧고 탄력적이지 못했다. 40년 후 타르티니(Tartini)는 더 길고 한결 유연한 활을 발명했으며, 이후 18세기 후반에 빌헬름 크라머(Wilhelm Cramer)와 프랑수아 투르트(François Tourte)에 의해 새로운 형태의 바이올린 활이 제작되었다. 크라머는 오목형 활을 고안하였으며, 투르트는 활털의 단을 약 1cm 폭으로 넓히고 백마의 말총에서 잘라낸 150개에서 200개의 털 사용하였다. 또한 그는 금속고리를 걸어 활털 이음틀을 움직여서 활털의 장력을 바꿀 수 있는 장치를 만들었다. 이를 통해 오늘날 활을 손 전체로 단단하게 붙잡는 대신, 손가락 끝으로 가볍게 쥘 수 있게 되어 연주 양식의 유연성과 정교함을 더했다. 이로써 활의 최종적 형태가 완성되었다.

## 구조

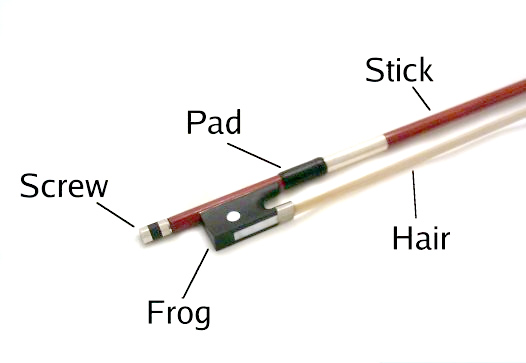
활의 구조

길고 가는 활대(stick)는 활모의 안쪽으로 살짝 휘어 있고 흔히 페르남부코 나무로 만들어진다. 활의 끝 부분을 보호하는 금속 혹은 상아로 만든 부분이 있다. 활모(hair)는 말꼬리 털로 되어 있다. 활모를 감고있고 그것들이 균등하게 펼쳐지게 하는 죔쇠가 활털걸이(frog)에 있다. 균형을 위하여 정확한 비율에 의해 측정되었다. 활모를 조이고 푸는 금속나사(screw)가 있다.

#### 바이올린 활
활의 활대는 강하면서도 탄력이 좋은 브라질산 목재 페르남부쿠(Pernambuco)로 만들어지며 활털은 말의 꼬리털로 만들어진다. 활털은 활 밑부분의 조임나사로 그 장력을 조절한다.

#### 비올라 활
비올라의 활 또한 바이올린 활과 같은 역사를 지닌다. 비올라의 활을 바이올린 활과 비교하면, 두 활의 길이는 비슷하지만 비올라 활이 조금 더 무겁게 제작된다. 이것은 보다 음역이 낮고 굵기가 굵은 현에 강도를 높여주기 위해서이다. 비올라 활과 바이올린 활은 거의 유사하지만 비올라 활이 활대나 활털걸이(프로그) 부분에 있어 조금 더 무게감이 있다. 비올라 활털의 개수 역시 바이올린 활털에 비해 1/5정도 더 많다.

#### 첼로 활
투르트가 제작한 첼로 활의 길이는 72-73.6cm이며, 활털의 길이는 약 60-62cm이다. 활의 균형점(balance point)은 활털걸이에서부터 약 18.2cm 떨어진 지점이다. 활의 무게와 균형, 탄력이 좋은 소리를 내는 중요한 요소이다. 18세기까지만 해도 첼로를 연주할 때 비올의 활을 쥐는 것처럼 활을 쥐는 손의 손등이 아래로 향하는 운궁법(underhand grip)이 사용되었다. 하지만 무게가 더욱 가볍고 안쪽으로 휘어진 활을 사용하면서 오늘날과 같이 오른손의 손등이 위를 향하는 운궁법(overhand grip)이 사용되고 있다. 이것은 바이올린의 운궁법에서 영향을 받은 것으로 활을 더욱 날렵하게 사용할 수 있다는 장점을 지닌다.

#### 더블베이스 활

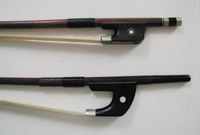
더블베이스의 프랑스식 활(위)와 독일식 활(아래)

더블베이스의 크기가 악기마다 다른 것처럼 활의 길이 또한 60cm에서 75cm로 저마다 다르다. ‘브라질 목재’로 알려진 ‘페르남부쿠(Pernambuco)’는 높은 탄력성으로 가장 좋은 활의 재료로 평가된다. 그러나 목재의 양이 많지 않고 가격이 비싼 이유에서 흔하게 사용되지 못하고 있으며, 요즘에는 보다 저렴한 재료로 활이 제작되고 있다. 활털걸이(Frog) 부분은 흑단으로 만들어지며 활털은 말꼬리 털로 만들어진다. 다른 현악기의 활털로 흰 색의 말털이 사용되고 있는 것에 반해, 더블베이스 활로는 검은색 말털이나 혹은 흰색과 검은색 말털을 혼합한 것도 사용되고 있다. 검은색 활털이 조금 더 거칠기 때문에 무겁고 낮은 현을 잘 잡아준다고 주장하는 더블베이스 연주자도 있다. 더블베이스를 위한 ‘송진(Rosin)’은 바이올린 송진보다 더 부드럽고 조금 더 끈적거린다는 특징이 있지만, 연주자에 따라, 습도에 따라, 연주자가 선호하는 송진은 다르다. 더블베이스의 활에는 프랑스식 활과 독일식 활 두 가지 유형이 있다.
- 프랑스식 활은 그 모양이 바이올린의 활과 유사한 것처럼 운궁법 또한 바이올린의 운궁법과 유사하다. 프랑스식 활은 바이올린 활과 모양이 같지만 첼로 활보다는 길이가 짧고 더 무거우며, 영국과 프랑스, 이탈리아와 스칸디나비아 일부 지역에서 흔히 사용되고 있다. 프랑스식 활은 바이올린 활 운궁법처럼 오른손의 손등이 위를 향하는 운궁법(overhand grip)을 사용한다.
- 독일식 활은 독일과 오스트리아, 이전의 소련과 미국에서 더 선호하는데, 이 독일식 활은 활털걸이(Frog) 부분이 더욱 깊게 제작되며 활을 쥐는 오른손 손등을 아래로 향하게 하여 활을 밑에서 위로 올려 잡는 운궁법(underhand grip)을 사용한다. 이러한 방식은 엄밀하게는 비올 활 운궁법과 다르지만, 역사적인 면에서는 비올 타입의 활 운궁법에 가깝다고 할 수 있다. 독일식 운궁법으로 활을 쥐는 드라고네티 활(Dragonetti bow)은 활대가 활털로부터 바깥쪽으로 둥글게 휘어져 있다는 특징을 보인다.

독일식 운궁법은 묵직한 소리를 낼 수 있다는 장점이 있으며, 프랑스식 운궁법은 활을 운용하기 쉽다는 장점이 있다. 두 가지 활의 특징에 대해서는 의견이 분분하지만 두 가지 방식 중에 어떤 것이 더 낫다고 말할 수 없다.

## 제작자
보통 이탈리아 쪽을 높게 평가하는 악기들에 비해 활은 Tourte에서부터 연결되는 섬세한 프랑스 쪽을 높게 평가한다. 그 중 비욤(J. B. Vuillaume, 1798~1875)은 뛰어난 활 제작자이면서 활 만드는 법에 대한 기초 기반을 확립시킨 사람이다. 현대의 유명 활 제작자로는 19세기 명장이라고 일컬어지는 도미니크 페캇(Dominique Peccatte, 1810~1874)과 강하고 힘있는 음색의 활을 만든 사토리(Sartory Eugene, 1871~1946), 가볍고 부드럽고 따뜻한 음색의 활을 만든 라미(Lamy Alfred Joseph, 1850~1919)를 들 수 있다.

## 보잉
활을 쓰는 법을 보잉(영어: bowing)이라 한다. 보잉을 긋는 방향에 따라 나누면 프로그에서 활 끝쪽으로 긋는 내림활(down-bow)와 활 끝쪽에서 프로그를 향해 긋는 올림활(up-bow)로 구분된다. 활을 긋는 아르코 밖에도 활의 나무 부분을 현에 부딪혀서 내는 콜 레뇨와 같은 다양한 기법이 있다. 하나의 악절을 연주하는데 있어서 어떤 현악기 종류든 여러 가지 다양한 보잉 방법이 있을 수 있다.

### 이음줄의 유무에 따른 보잉
- 이음줄(slur)로 음들이 연결되어있지 않았을 경우에는(non legato), 곡의 빠르기와 상관없이 각각의 음들마다 활의 방향을 바꾸어 연주하여야 한다.
- 이음줄(slur)로 음들이 연결되어 았을 경우에는(legato), 곡의 빠르기와 상관없이 여러개의 음들을 활의 방향 전환 없이 연주하여야 한다.

### 현과 밀착되는 보잉(On-the-string bowings)

#### 데타셰
데타셰는 모든 현악기에서의 기본적인 주법이다. 이 주법에서는 각 음마다 활의 방향을 바꾼다. 이 주법은 때때로 "분할주법"이라고도 불린다. 여기서 활의 방향전환에 따른 소리의 단절을 완전히 피할수도 있지만 이 데타셰 주법은 주로 활의 방향 전환에 의해 만들어지는 아티큘레이션을 들을 수 있도록 연주된다. 일상적으로 활의 윗쪽 1/3 지점에서 중간까지를 사용하는 주법으로, 각 음들이 너무 분리되거나 강조가 되어 스타카토라고 불릴 정도가 되지 않도록 주의해야 한다. 작곡자가 극도로 가벼운 효과를 내기 위해 활의 끝 부분만 사용할 것을 요구할 때가 있는데 이런 효과를 위한 표기는 at the point 이라고 한다. 이와 반대로 활의 아래쪽에서 생길 수 있는 강한 힘을 사용하기 위해 프로그쪽에서만 연주할 것을 요구할 수도 있다. 이런 효과의 표기는 at the frog로 한다.

#### 루레 혹은 포르타토
이 주법은 일종의 레가토주법이나 활을 긋고 있는 동안 음을 조금씩 끊어주는 효과를 주는 것이다. 이 주법은 오케스트라가 반주 역할을 담당할 때 자주 사용되며 매우 풍부한 감정을 주는 활긋기라 할 수 있다. 이 주법은 활의 방향전환을 나타내는 이음줄과 음표머리의 위 혹은 아래에 있는 밑줄에 의해 지시된다.

#### 스타카토
스타카토란 말은 분리 혹은 분할을 의미하는 이태리어인 "staccare"에서 유래된다. 현악기를 위한 스타카토의 의미는 짧고 분리된, 현과 밀착되는 주법에서만 한정시켜야 한다. 스타카토는 올림활이나 내림활 상관없이 계속해서 쓰일 수 있으며, 음표의 위나 아래에 점을 찍음으로 표시된다.

#### 마르카토
이 용어의 유래는 hammer(망치로 두드리다)라는 동사어로 부터이다. 마르카토는 빠르게, 음의 형성이 분명하게, 세게, 분리된 활로 강한 액센트를 주어 연주할 것을 의미한다.

### 현의 탄력을 이용하는 보잉(Off-the-string bowings)

#### 스피카토 혹은 살탄도
음악의 빠르기와 셈여림에 의해 두 가지로 구분된다.
- 의도적 스피카토: 느리거나 보통 빠르기의 작은 셈여림에서 연주자들은 활이 튀어오르게 하기 위해서 의도적인 노력을 한다. 오른손의 힘을 빼고 손목이 둥근 동작으로 활의 중간부분을 현위에 떨어뜨린다. 표기법은 스타카토의 것과 일치한다. 즉 음표 머리부분의 위나 밑에 점을 찍으면 된다. 음악이 얼마나 가볍고 빠르냐에 따라 연주자는 의도적인 스피카토를 사용할 것인지를 결정한다.[13]
- 자연적 스피카토: 작은 셈여림의 빠른 빠르기에서 연주자들은 활을 들기 위해 의식적으로 노력할 필요가 없다. 오히려 손목 하나만의 즉각적이고 짧은 상하운동이 활을 현으로부터 자연스럽게 분리시켜 튀게 만든다.[14]

#### 쥬테
이 주법에서는 활의 윗쪽 1/3지점이 현 위로 떨어뜨려지는데 이 때 활은 현 위에서 여러번 튕겨지면서 둘에서 여섯 혹은 그 잇아의 빠른 음들이 연주된다. 쥬테는 주로 내립활에서 연주되지만 올림활로도 연주할 수 있다. 한번의 활에 많은 음이 연주되기를 바라면 바랄 수록 이 주법의 효과는 감소한다. 오케스트라의 경우에 있어서는 한번에 세번 이상의 튀는 음들을 요구하지 않는 것이 좋다. 첼로와 더블베이스의 활은 조금 짧아서 세음이나 네음 정도를 한번의 쥬테 주법에 담아 연주할 수 있다.

#### 아르페지안도
쥬테와도 관련이 있으며 또다른 종류의 스피카토라고 할 수 있는 주법이 바로 아르페지안도이다. 이 주법은 세개나 네개의 현에서 연주되는 보통 빠르기의 분산화음에 간단한 이음줄을 표기하여 시작된다. 그러나 음악의 빠르기가 빨라질수록 연주자는 오른손 손목의 움직임으로 인해 활이 현 위로 튀어오르게 할 것이다.

### 색채적 효과

#### 트레몰로
트레몰로에는 네 가지 종류가 있다.
- 리듬표시(보잉 횟수를 나타내는)가 없는 활에 의핸 트레몰로: 기보된 음의 길이동안 한음 위에서 짧고 빠른 올림활과 내림활의 교체를 가능한 자주 반복연주하여 만들어진다.
- 리듬으로 표시된 활에 의한 트레몰로: 한 음을 더 강조하기 위해 일련의 분할된 활긋기로 반복되는 음들을 표시하기 위한 편리한 생략기호이다.
- 손가락에 의한 트레몰로(혹은 이름이 트레몰로): 2도 음정이나 그보다 넓은 음정에서의 트릴과 실제적으로 같은 것이다.
- 활의 파동에 의한 트레몰로: 손가락에 의한 트레몰로에서 두 음의 거리가 한 현에서 운지하기에 너무 멀 경우 사용한다. 이 때에 두 음은 인접한 두 현에서 연주되며 활은 그 두 줄 사이를 가능한 빠르게 굽이치며 연주한다.

#### 지판 위에서의 주법
다소 플루트 같으며 작고 어렴풋한 소리를 얻기 위해 작곡가들은 지판 끝쪽에서의 다양한 보잉을 요구하기도 한다. 연주자들은 sul tasto라는 영어를 보면 지판 위에서가 아니가 지판에 가깝게 연주해야 한다.

#### 브릿지 위에서의 주법
이 주법은 활을 긋도록 정해진 공간 대신 브릿지의 위나 그 근처에서 활을 그음으로 얻어질 수 있다. 이 주법은 흔히 들을 수 없는 아주 높은 고음역의 한정된 음악을 내기 때문에 금속성의 유리질 같은 섬뜩한 음색을 가진다.

## 관리법
활털을 교환하는 시기는 연주자의 연주 특성이나 연주곡,그리고 연주 시간에 따라 달라지는데,매일 5시간을 연주하는 학생이나 연주자들을 기준으로 했을 때 1개월에서 2개월에 한 번씩 활털을 교환하면 좋다. 그리고 직접적으로 활털이 손상 되었을 때도 활털을 갈아줘야 하는데, 먼저 활털이 손상되어 많이 떨어져 나가 활털이 양이 많이 부족한 경우 활털을 갈아줘야 한다. 활털의 한쪽이 다른 한쪽보다 많이 손상되어 다른 쪽과 균형이 맞지 않을 때에도 활털을 교환해 줘야하는데, 이런 경우 교환 하지 않으면 활대가 휘어 질 수가 있기 때문에 조심해야 한다. 그리고 너무 부드러운 한 활은 활의 휜 정도가 심하여 연주 시 활의 중간 부분이 활털과 닿아 활털에 직으로 손상이 가해지는 경우가 있으며, bridge가 낮아서 활털이 몸통(body)의 c-bout 에 직접 닿아 활털이 손상되는 경우에도 활털을 교환해 줘야 한다. 앞의 내용은 연주자가 활로 직접 연주를 했을 때 활털에 손상이 가해지는 경우이고, 연주를 하지 않은 채 활을 오랜 시간 두었을 때에도 활털이 손상되는 경우가 있다.활털은 케라틴이라고 불리는 단백질로 형성되어 있는데,연주를 하지 않더라도 공기의 에 의해 단백질이 쉽게 산화되기 때문이다. 이러한 직접적 또는 간접적인 이유들로 활털을 보통 3개월에서 1년을 주기로 교환해주면 좋다. 하지만 활털이 손상이 되어 활털을 교환했다고 해서 바로 활털이 최상의 소리를 내는 것은 아니다. 활털을 처음 교환했을 때에는,교환 할 당시 정말 세심하고 철저하게 활털을 분류했다고 하더라도 그것이 최적의 작업이 될 수는 없다. 바이올린의 경우 활털이 175-200가닥 정도가 쓰이는데, 처음에는 각각의 활털의 장력이 서로 다르기 때문에 2주 정도 활을 사용해야 활털의 장력이 서로 비슷해져서 최상의 소리를 내는데 합해진다.